# 霹雳小旋风
霹雳小旋风（英語：Teamo Supremo in Maximumpopovision）是迪士尼播放的动画。由杰伊·沃德制作。讲的是三个能变身成超级英雄的孩子，保护他们城市州X以及地球的其他部分对抗坏人。

## 人物
飞天队长/克兰德尔队长(Captain Crandall)
隊伍的隊長，他的口號是“Buh-Za！”。擁有一個腰帶，腰帶裡有溜溜球、彈珠、迴旋鏢及盾牌來當作武器。
滑板哥/滑板少年(Skate Lad)
一位小男孩，他的口號是“Chi-Ka！”。擁有一個噴射滑板。
阿布(Rope Girl)
配音：許淑嬪（台灣）
隊伍上唯一的女生，她的口號是“Wuh-Pa！”。武器是一條跳繩。

### 敌人
B·布利茨男爵(Baron B. Blitz)
蛇夫人(Madame Snake)